# Cornel Züger
Cornel Züger (Wangen, 7 agosto 1981) è un ex sciatore alpino svizzero.

## Biografia
Originario di Siebnen, disputò la sua prima gara FIS il 14 dicembre 1995 a Hoch-Ybrig non riuscendo a concludere la prima manche dello slalom speciale in programma. Il 25 gennaio 2002 esordì in Coppa Europa nella discesa libera di Sankt Moritz che chiuse al 58º posto; debuttò in Coppa del Mondo il 20 dicembre 2003 disputando la discesa libera della Saslong in Val Gardena e classificandosi 42º.
Il 20 dicembre 2007 ad Altenmarkt-Zauchensee in discesa libera salì per la prima volta sul podio in Coppa Europa (2º) e il 2 marzo 2010 ottenne la sua unica vittoria nella manifestazione continentale, a Sarentino in discesa libera. Nella stessa stagione ottenne in discesa libera anche il suo ultimo podio nel circuito, il 13 marzo a Tarvisio, e vinse la classifica della specialità.
In Coppa del Mondo ottenne il suo miglior piazzamento in carriera nella discesa libera di Chamonix del 29 gennaio 2011 (18º) e il 13 marzo seguente disputò la sua ultima gara nel circuito, il supergigante di Lillehammer Kvitfjell che chiuse al 42º posto; l'ultima gara della sua attività agonistica  fu il supergigante dei Campionati svizzeri di 2011, il 25 marzo successivo a Sankt Moritz. In carriera non prese parte né a rassegne olimpiche né iridate.

## Palmarès

### Coppa del Mondo
- Miglior piazzamento in classifica generale: 97º nel 2008

### Coppa Europa
- Miglior piazzamento in classifica generale: 7º nel 2010
- Vincitore della classifica di discesa libera nel 2010
- 5 podi (4 in discesa libera, 1 in supergigante):
  - 1 vittoria
  - 4 secondi posti

#### Coppa Europa - vittorie
| Data         | Località  | Paese  | Specialità |
| ------------ | --------- | ------ | ---------- |
| 2 marzo 2010 | Sarentino | Italia | DH         |

Legenda:

DH = discesa libera

### Campionati svizzeri
- 1 medaglia[1]:
  - 1 bronzo (supergigante nel 2010)